# Puerto Villamil
Puerto Villamil est une petite ville et port de l'île d'Isabela, dans l'archipel des Galápagos en Équateur. Là vit la quasi-totalité de la population de cette île.